# الحزب الديمقراطي الاشتراكي (لبنان)
الحزب الديمقراطي الاشتراكي  هو حزب لبناني أسسه الرئيس السابق لمجلس النواب (البرلمان اللبناني) السيد كامل الأسعد في يونيو/حزيران 1970. ومع ان الحزب بعقيدته المعلنة حزب علماني، إلا أن أغلبية أعضاء الحزب هم لبنانيون شيعة يتبعون بالولاء الزعامة التقليدية لبيت الأسعد.
ويعتبر الحزب معارضا للثناية الشيعية القوية في لبنان والمكوّنة من «حزب الله» و«حركة أمل».
وبعد مرض كامل الأسعد ومن ثم وفاته، استلمت القيادة زوجته (الثانية) لينا كامل الأسعد، في حين اسس ابن كامل الأسعد البكر من زوجته الأولى غادة الخرسا، وهو أحمد كامل الأسعد حزبا لبنانيا آخر باسم حزب الإنتماء.